# Spiritual Prayers
Spiritual Prayers ist ein Jazzalbum von Ivo Perelman und Jason Stein. Die im Juni 2018 in den Park West Studios, Brooklyn, entstandenen Aufnahmen erschienen am 23. August 2018 auf Leo Records.

## Hintergrund
Im Jahr 2018, als Ivo Perelman mit dem Dreifach-Album Oneness mit Matthew Shipp seine langjährige Zusammenarbeit mit dem Pianisten vorübergehend beendet hatte, nahm er zwei Duoalben mit Holzbläsern auf, Kindred Spirits mit Rudi Mahall und Spiritual Prayers mit Jason Stein (Bassklarinette).

## Titelliste
- Ivo Perelman & Jason Stein: Spiritual Prayers (Leo Records CD LR 842)[2]

1. Untitled 6:50
2. Untitled 8:02
3. Untitled 7:54
4. Untitled 2:12
5. Untitled 9:01
6. Untitled 9:06
7. Untitled 8:59
8. Untitled 6:42

Die Kompositionen stammen von Ivo Perelman und Jason Stein.

## Rezeption

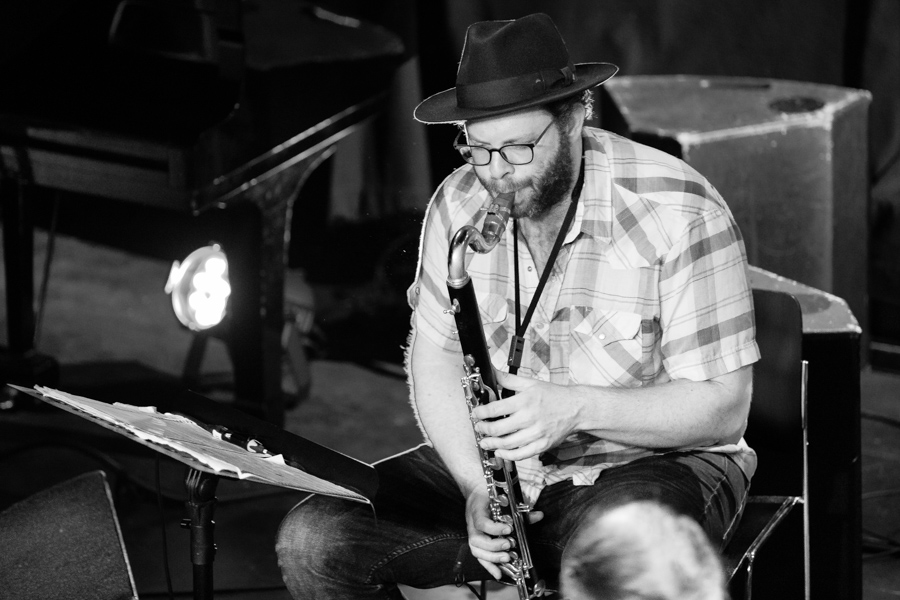
Jason Stein bei einem Auftritt auf dem Kongsberg Jazzfestival 2019

Auf Spiritual Prayers würde sich Jason Stein durch einen satten, klebrigen Ton und eine Diktion auszeichnen, die möglicherweise mehr den Saxophongrößen Coleman Hawkins, Ben Webster und Warne Marsh zu verdanken ist als jedem seiner Bassklarinetten-Vorgänger, schrieb S. Victor Aaron (Something Else!). Stein sei in seinen Übergängen zwischen den Tönen sehr flüssig, kann mit den besten davon trillern und schnelle Arpeggios ausführen und tue dies darüber hinaus im Kontext der Bereitstellung von Kontrapunkt und Synergie für Perelman. Das gegenseitige Gedankenlesen sei manchmal erstaunlich, etwa in der Art und Weise, wie die beiden gemeinsam nach oben klettern, um den hohen Ton zu erreichen, der Track 2 abschließt, oder in perfekter Konkordanz durch die Tonlagen ihrer Instrumente im gesamten Track 6 zu gehen.
In den Liner Notes werde geschrieben, dass das Album mit Perelman und Jason Stein „einige der meditativsten“ Musikstücke des Saxophonisten enthalte, und je nach Art ihrer Gebete und Meditationen treffe die Beschreibung sehr gut zu, schrieb George W. Harris (Jazz Weekly). So würden Perelman und Stein bei „1“ sanft einatmen und bei „2“ wie Kerzenrauch schweben, bevor sie mit einem hohen Schrei enden. Bei „3“ klatschen die Zungen und bei „4“ spielen die Musiker mit ihren Mundstücken herum, während sie bei „6“ nach Luft schnappen. Auf Titel „6“ würden satte Untertöne und hauchende Vibratos dominieren, bevor die Duosession mit einem schwungvollen „8“ ende.
Man solle einfach ohne Erwartungen zuhören und sich vom Erfindungsreichtum der Schöpfung einfangen lassen, schrieb Steve Horowitz (Pop Matters). Dies sollte einleitend zu einer Diskussion der beiden Veröffentlichungen Perelmans mit zwei Bassklarinettisten, Kindred Spirits (Rudi Mahall) und Spiritual Prayers (mit Jason Stein) gesagt werden. Die mit Stein entstandene Doppel-CD zeige zwei Musiker, die bei der Session Spaß hätten und sich gegenseitig herausforderten, die Dinge noch weiter voranzutreiben. Einer könnte jaulen, während der andere jammert, und dann vertauschen die Instrumentalisten die Rollen. Die einzelnen Titel würden oft mit einer Fanfare enden, als hätte sich das, was sie im Moment zusammenbrachte, entscheidend abgespielt.
Perelman scheint Stein oft musikalisch in Richtung eines transzendentalen Ziels voranzutreiben, so Horowitz weiter. Stein würde dann die Führung übernehmen und Perelman herausfordern, einer irdischeren Berufung zu folgen. Perelman habe in den Liner Notes, gesagt, dass sich das Spielen mit Stein wie ein gemeinsames Tanzen zweier Rabbiner angefühlt habe. In der Musik könne man ein wenig von ihrem gemeinsamen russisch-polnischen aschkenasischen Erbe hören, so der Autor, obwohl dies möglicherweise ein Zufall ist.